# ジョバンニ・ガッリ
ジョバンニ・ガッリ（Giovanni Galli、1958年4月29日 - ）は、イタリア出身の元同国代表の元サッカー選手。ポジションはGK。派手なプレーは少ないが、ミスが少なく安定したプレーで活躍した。当時としては珍しい、ペナルティーエリアを飛び出してのプレーも可能な、現代型のGKであった。フィオレンティーナ史上最高のGKの一人、という評価を受けている。

## 経歴
フィオレンティーナで選手生活を始め、1977年から1986年までプレーした。1977年10月10日、ユヴェントス戦でセリエAデビューを果たした。1981-82シーズンには、1ポイント差でリーグ優勝を逃した。
1986年、ワールドカップ出場の後、ACミランに移籍、シルヴィオ・ベルルスコーニが自ら獲得した最初の選手の一人となった。1987-88シーズン、セリエA優勝、1988-89シーズン、スーペルコッパ・イタリアーナ、チャンピオンズカップ、1989-90シーズン、インターコンチネンタルカップ、2度目のチャンピオンズカップ優勝を果たすが、アンドレア・パッツァーリが優先して起用され、出場機会を減らした。4シーズン在籍し、その内3シーズンをレギュラーとして過ごす。
1990-91シーズン、ナポリに移籍し、3シーズンレギュラーとしてプレーし、スーペルコッパ・イタリアーナで優勝した。トリノ、パルマにてプレーした後、1995-1996シーズンにセリエBのルッケーゼで、38歳で引退した。
イタリア代表では19試合に出場。1980年欧州選手権で初めて、ディノ・ゾフ、ボルトンに次ぐ、第3GKとして代表入り。イタリアが優勝した1982年ワールドカップでは、第3GKのため、試合出場がなかったが、優勝メンバーの一人となった。1983年10月5日のギリシャ戦でようやく代表初キャップを刻んだ。1986年ワールドカップでは、フランコ・タンクレーディとのポジション争いに勝ち、4試合すべてに先発出場したが、ベスト16で敗退した。
現在はエラス・ヴェローナのスポーツディレクターおよびテレビやラジオの解説者として働いている。
息子のニッコロ・ガッリは有望な若手サッカー選手だったが、2001年に17歳で交通事故死した。

## 代表歴
- イタリア代表　1982-1986
  - 代表通算：19試合出場 0得点

### タイトル
ミラン
- セリエA優勝：1987-1988
- スーペルコッパ優勝：1988
- UEFAチャンピオンズリーグ優勝：2回（1988-1989、1989-1990）
- UEFAスーパーカップ優勝：1989
- インターコンチネンタルカップ優勝：1989

ナポリ
- スーペルコッパ優勝：1990

パルマ
- UEFAカップ優勝：1994-1995

イタリア代表
- FIFAワールドカップ優勝：1982